# アレクサンダー・ダラス (政治家)

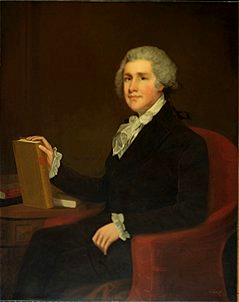
アレクサンダー・ジェイムズ・ダラス

アレクサンダー・ジェイムズ・ダラス（Alexander James Dallas, 1759年6月21日 - 1817年1月16日）は、ジェームズ・マディソン大統領の下で財務長官を務めたアメリカ合衆国の政治家。

## 生い立ち
1759年、ダラスはジャマイカの首都キングストンにおいて、ロバート・ダラスとサラ・ヒューイットの息子として誕生した。1764年、ダラス一家は父親の故郷であるイギリスのエディンバラへ渡り、間もなくロンドンに移り住んだ。ダラスは家庭教師ジェイムズ・エルフィンストンの下で学び、その後法律の専門的勉強を志したが、金銭的事情から大学へ進むことは叶わなかった。

## 弁護士時代
1780年、ダラスはペンシルベニア州出身の女性アラベラ・スミスと結婚し、翌1781年に生まれ故郷のジャマイカへと移り住んだ。そして同年、ダラスは父親のロバートを通じて弁護士の認可を受け、法廷での活動を開始した。1783年、ダラスの妻の健康状態が悪くなったため、妻の故郷であるペンシルベニア州のフィラデルフィアに居を移し、妻の体調の回復を図った。1785年、ダラスはペンシルベニア州でも弁護士の認可を受けたことから、法廷での活動を再開した。そしてその一方で、1787年から1788年までペンシルベニア・ヘラルド紙の編集者を、また1787年から1789年までコロンビアン・マガジン誌の編集者を務めた。

## アメリカ合衆国最高裁判所判例編纂官
1790年、フィラデルフィアにアメリカ合衆国最高裁判所が設立された際、ダラスは初代判例編纂官として最高裁判所に入った。当時、判例編纂官の地位は非公式なものであったことから、ダラスは私財を投じて仕事を行った。しかしながらダラスの仕事は不完全で、不正確で、しかも極めて遅々としたものであったため、大きな非難を浴びた。ダラスは1790年に判例編纂官の仕事を降ろされた。ダラスは10年間でわずか4巻の判例集を発行しただけであった。

## ペンシルベニア州州務長官
1791年、ダラスはアメリカ哲学協会の会員となり、ペンシルベニア大学の理事に就任した。また同年、ダラスはペンシルベニア州知事のトマス・ミフリンから州務長官に任命された。ミフリンは大の酒好きであり、日中も酒を飲み続けていたため、ダラスは事実上の州知事として1801年まで州務長官を務めた。その後ペンシルベニア州において民主共和党の設立を支援したダラスは、新憲法の厳格解釈を提唱した。

## アメリカ合衆国財務長官

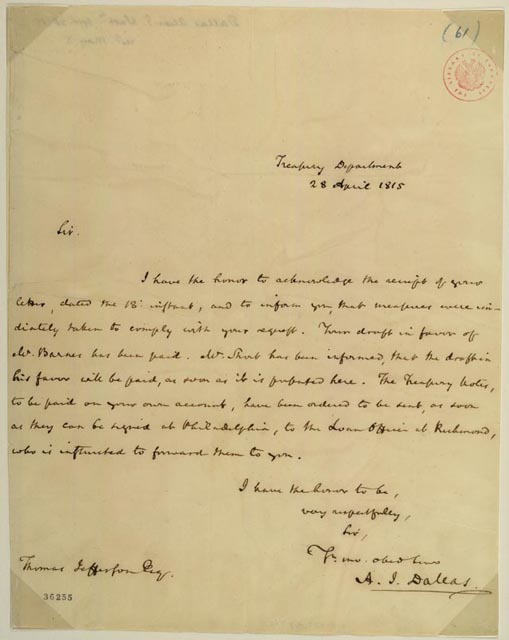
1815年にダラスがトマス・ジェファーソンに宛てた自筆の手紙

1801年、ダラスはペンシルベニア州東地区のアメリカ連邦検事に任命され、1814年まで務めた。1812年の米英戦争開戦時、ダラスは友人のアメリカ合衆国財務長官アルバート・ギャラティンを援助し、戦争資金の収集に活躍した。
1814年10月6日、ダラスはアメリカ合衆国財務長官に就任したが、その頃にはアメリカ合衆国の財政は破綻的状況にあった。これは1811年の第一合衆国銀行解散による貨幣市場の混乱が大きな原因であり、当時の合衆国内では類似の機関をもう一度設立すべきであるという声が高まった。
ダラスは財務省を再編成して、剰余金を政府予算へ戻させた。そしてその上で、市場安定の唯一の打開策は国立銀行の設立であると言明した。ダラスの意見を取り入れた銀行設立のための法案は1816年1月に議会に提出された。そして同案は同年3月に下院を、4月に上院を通過し、4月10日に「合衆国銀行出資者加入に関する法律」として第二合衆国銀行の特許状が発効した。
特許状にその設立目的は明示されていなかったが、第二合衆国銀行には、正貨支払いを再開し、州法銀行を統制し、健全かつ統一的な通貨を供給することが期待されていた。ダラスは当時の通貨混乱に対する解決策は州法銀行における正貨支払いの再開しかないと考えていたため、1816年以降2度にわたって州法銀行に対して正貨支払いの再開を説得したが、失敗に終わった。
そして1816年10月21日、ダラスは財務長官の座を降りフィラデルフィアに戻った。ダラスは1815年3月14日から1815年12月まではアメリカ合衆国陸軍長官代理およびアメリカ合衆国国務長官代理も務めた。

## 命名
アラバマ州ダラス郡は、ダラスにちなんで名づけられた。また、フロリダ州フォート・ダラスおよびアメリカ合衆国海軍の駆逐艦ダラスは、ダラスの息子でアメリカ合衆国海軍士官のアレクサンダー・ダラスにちなんで名づけられた。